# Anton Stöhr

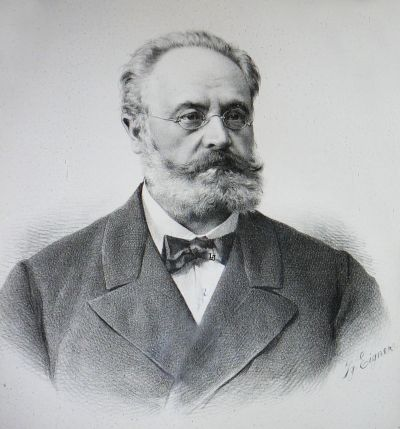
Anton Stöhr

Anton Stöhr (* 6. September 1830 in Petschau (Bečov nad Teplou); † 16. Januar 1906 in Wien) war ein promovierter Jurist und österreichischer Politiker deutscher Nationalität aus Böhmen.

## Leben
Anton Stöhr besuchte die Gymnasien in Eger (Cheb) und Pilsen (Plzeň), ehe er in Prag und Wien Jura studierte, wo er 1856 zum Dr. jur. promoviert wurde. Danach war er als Rechtsanwalt in Wien tätig. Nach der Wiedereinsetzung der böhmischen Verfassung durch das Februarpatent 1861 ging Stöhr in die Politik. Bei den anschließenden Wahlen wurde er in den Böhmischen Landtag gewählt, dem er bis 1867 angehörte. Bei den Reichsratswahlen von 1873 wurde er nach dem Kurienwahlrecht als Abgeordneter für die Orte Schönfeld, Petschau und Sangerberg in den Reichsrat gewählt, dem er durch Wiederwahl (1879, 1885, 1896 und 1897) bis 1901 angehörte.
Stöhr galt als deutscher Liberaler. Er war zunächst Mitglied der deutschliberalen Partei, einer zentralistisch ausgerichteten Verfassungspartei, die föderalistische Bestrebungen nichtdeutscher Volksgruppen ablehnte. 1881 wurde er Mitglied der Vereinigten Deutschen Linken, die sich zuerst als Fraktion im Reichsrat gebildet hatte. Ihre Ziele waren Erhaltung der Staatseinheit der Donaumonarchie, Wahrung und Stärkung des deutschen Einflusses in Verwaltung und Regierung und Schutz für die freiheitliche Schule. Als die Vereinigte Linke sich 1888 als Partei konstituierte war Stöhr mit dabei. Als 1896 die Deutsche Fortschrittspartei (Österreich) gegründet wurde, trat er ihr bei und wurde für die Partei 1897 in den Reichsrat gewählt.
Anton Stöhr verstarb 1906 in Wien, begraben wurde er in seiner Heimatstadt Petschau. Stöhr war Ehrenbürger von Gemeinden (z. B. Tachau) seiner Heimat Westböhmen und Inhaber einiger Ehrenämter dort. So war er Vorsitzender des Verwaltungsrats der Lokalbahn Mariánské Lázně–Karlovy Vary.